# Burghöhle Dietfurt

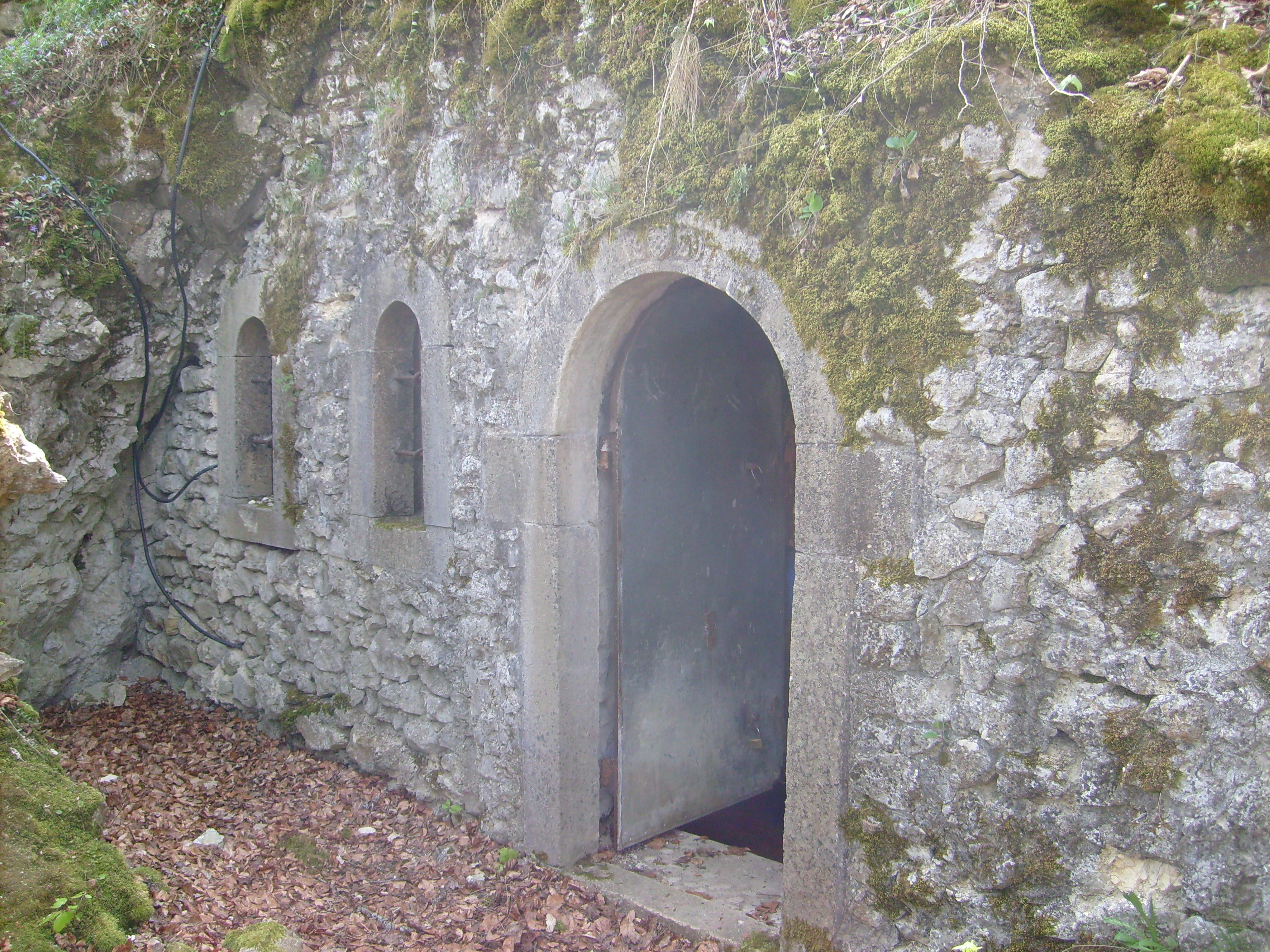
Vermauerter Eingang der Burghöhle

Die Burghöhle Dietfurt ist eine Höhle im Kalkfelsen unter der Burg Dietfurt in Dietfurt, einem Ortsteil von Inzigkofen im Landkreis Sigmaringen in Baden-Württemberg. 

## Lage

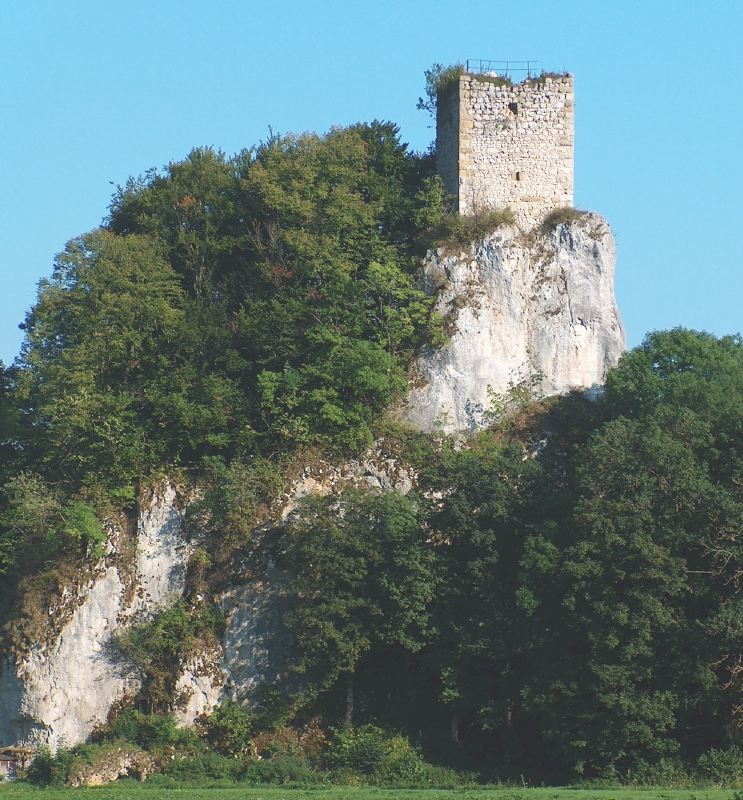
Im Fels unterhalb der Burgruine liegt die Höhle.

Der Felsen wird von der Donau umspült. Es handelt sich um eine Durchgangshöhle, die den Felsen durchquert und auf beiden Seiten ein Portal besitzt. Der Hauptgang ist von einem Portal zum anderen etwa 40 Meter lang. Drei größere Hallen (mit einer Höhe von bis zu 8 Metern) sind durch einen Gang verbunden, der Weg fällt von einem Portal zum anderen etwa 10 Meter, was einige Treppen nötig machte. Die Höhle ist ausgebaut und war früher elektrisch beleuchtet, war aber nie eine Schauhöhle. Sie liegt zwischen 600 und 610 Meter ü. NN.

## Geschichte

### Frühgeschichte

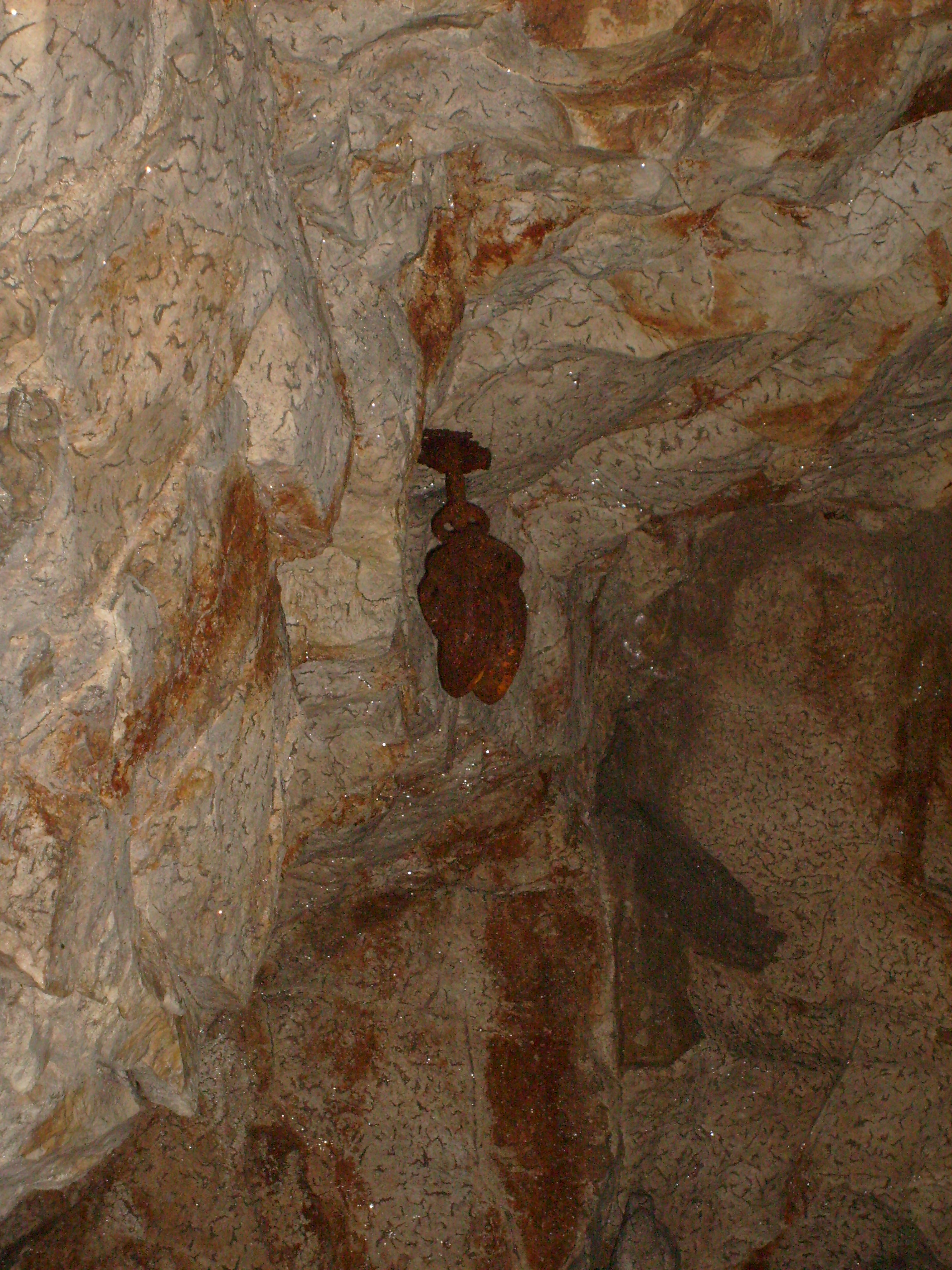
Original-Umlenkrolle des verschollenen Kronleuchters

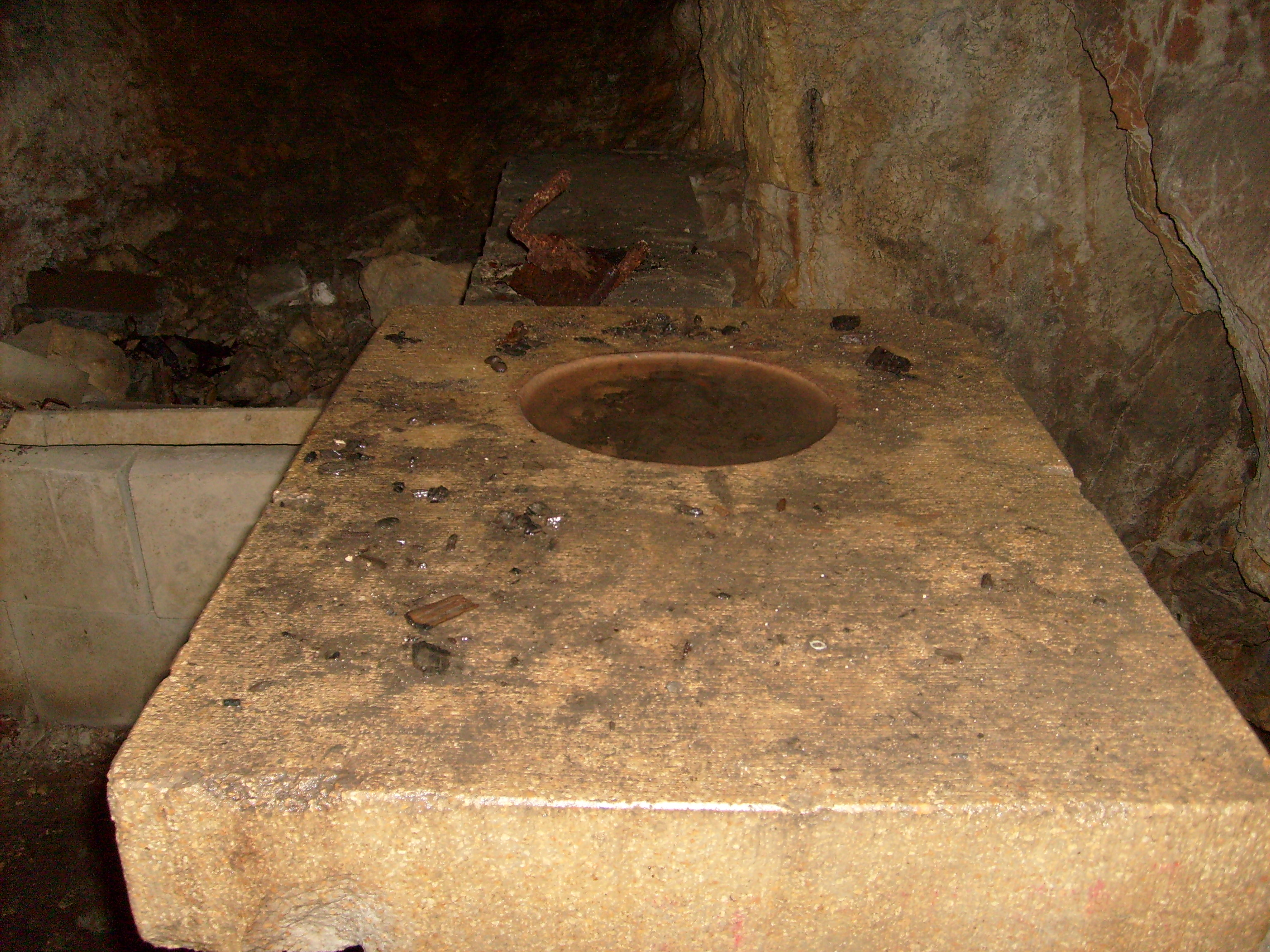
Steinplatte mit eingearbeiteter Opferschale

Die Höhle enthält tertiäre Ablagerungen. Darüber befindet sich eine ein Meter mächtige Sinterschicht, über der wiederum Seesedimente aus der Riß-Kaltzeit liegen. Der Riß-Gletscher hatte damals bei Vilsingen das Donautal blockiert, was zum Aufstauen eines großen Sees führte.

### Neutempler-Orden
Im Jahr 1924 erwarb der Neutempler-Orden, auch Ordo Novi Templi (ONT), die zwei Flurstücke „Ruine“ und „Burggraben“. Er führt seinen Namen auf den mittelalterlichen Templerorden zurück, für den der Ordensgründer eine besondere Vorliebe hatte. Die Burg wurde als Ordensritterburg des Neutempleisenerzpriorat Staufen bezeichnet. Die Hütte der Bergwachtsbereitschaft Sigmaringen war von 1928 bis 1939 Standort und Unterkunft des ONT. Dieser hatte die Hütte erbaut und zwischen 1928/1929 die Burghöhle zum kultischen Sakralraum ausgebaut. Das ehemalige Höhlenportal wurde bis auf ein kleines Fenster zugemauert, die drei Räume wurden stark überarbeitet. Die Haupthalle wurde mit einem großen Kronleuchter und einem Altar ausgestattet.
Der ONT war vom aus Wien stammenden Josef Adolf Lanz (1874–1954), der nach Theologiestudium und Priesterweihe (Ordensname: Georg) aus dem Kloster Heiligenstift nahe Wien austrat, als antisemitischer und antifeministischer Geheimbund gründet worden. Bekannt wurde Lanz als Dr. Jörg Lanz von Liebenfels, Doktorat und Adelsprädikat waren frei erfunden, wurden aber von ihm bis ins offizielle österreichische Melderegister gebracht.
Die Burghöhle Dietfurt ist mit einer von den Neutemplern gesetzten Mauer verschlossen. Deren romanisch nachempfunden Fenster sind erste Hinweise auf den sakralen Charakter der inneren Anlage. Über der heutigen massiven Stahltür befindet sich das Wappen der schlesischen Adelsfamilie von Hochberg. Ein Mitglied der Familie finanzierte und führte die Ordensniederlassung als Prior des „Erzpriorats Staufen“, so der Deckname der Niederlassung. Ein anderes Mitglied in Dietfurt war mit hoher Wahrscheinlichkeit der spätere Generalfeldmarschall Walther von Brauchitsch, der während des Zweiten Weltkriegs nach steiler Karriere bei Hitler in Ungnade fiel. Schriftliche Belege fehlen, Zeitzeugen erinnern sich aber deutlich an ihn.
Im Kultraum sieht man an der Höhlendecke noch die Umlenkung eines von Neutemplern angebrachten Kronleuchters mit natürlichen Kerzen, der verschollen ist. Darunter befand sich ein Steinaltar, in dessen Platte eine Opferschale eingearbeitet war. Hier fanden die „Gottesdienste“ der Neutempler statt, die man sich, da Lanz Priester war und eigene Liturgie entwickelt hatte, recht ähnlich vorstellen kann wie bei einem katholischen Gottesdienst.
Auf die Bedeutung der unteren Höhlenhalle für die Neutempler gibt es keine Hinweise. Die Mauer, die den ehemaligen Ausgang der Höhle ins Freie verschließt (dieser gehört wohl zum Fluchtsystem der Burg), stammt ebenfalls von den Neutemplern. Im Fenster befand sich ein Glasbild des Hl. Michael, der für die Neutempler eine besondere Bedeutung hatte. Wie Michael den Drachen, so wollten die Neutempler die „Untermenschen“ vernichten.

### Archäologische Forschung
Nach dem Zweiten Weltkrieg durchsuchten Unbekannte die Höhle nach einem legendären Schatz. Bei diesem Schatz sollte es sich um ein goldenes Kegelspiel handeln. Dabei hinterließen sie eine große Grube, einen Meter breit, vier Meter lang und fünf Meter tief, und zerstörten dabei prähistorische Fundschichten.
Nachdem 1970 in dieser Raubgräbergrube von Mitarbeitern der Bergwacht Sigmaringen urnenfelderzeitliche, früh- und hochmittelalterliche Scherben entdeckt wurden, führte das Staatliche Amt für Denkmalpflege zwischen 1972 und 1995 ausgedehnte Grabungen in Zusammenarbeit mit der Universität Köln durch. Diese waren notwendig geworden, da es in dieser Höhle immer wieder zu größeren, unkontrollierten Raubsondagen gekommen ist. Bei der archäologischen Forschung wurden Überreste aus Mittelsteinzeit (Mesolithikum), später Altsteinzeit (Paläolithikum) und Magdalénien gefunden. Im Jahr 1974 wurde eine Grabungskampagne durch Hartmann Reim in der Burghöhle durchgeführt. Zehn Jahre später, im Jahr 1984, folgte eine Grabung des Staatlichen Amt für Denkmalpflege. Aufgrund der Funde erfolgte 1987/1988 eine weitere Grabung des Staatlichen Amts für Denkmalpflege.
Einen besonderen Schwerpunkt bildeten schon während der Grabungen die Fundschichten aus dem späten Paläolithikum und dem Mesolithikum. In der Publikation von Franz Josef Gietz wird die weitgehende Zuordnung der Fundstücke zu den Schichten aus der nicht immer ganz einfachen Stratigraphie der Höhle durchgeführt. Unterschieden werden drei Hauptkomplexe mit spätjungpaläolithischen, frühmesolithischen und spätmesolithisch/neolithischen Fundhorizonten. Mit dieser differenzierten Abfolge gehört die Höhle zu den wichtigsten Fundstellen in Süddeutschland mit Befunden und Funden des Übergangs von der Eiszeit (Pleistozän) zu Nacheiszeit (Holozän).
Bekannt geworden ist die „Burghöhle“ vor allem durch den Fund einer spät-bronzezeitlichen (Urnenfeldzeit) Platte aus Ton mit konzentrischen Kreisverzierungen. Das auch Altarplatte genannte Objekt lässt eine kultische Nutzung der Höhle vermuten.

### Heutige Nutzung
Die Höhle wurde durch die Bergwachtsbereitschaft Sigmaringen sicher begehbar gemacht und mit elektrischem Licht ausgestattet. Das gesamte Gelände und die Höhle sind für die Öffentlichkeit allerdings nicht zugänglich, im Einzelfall sind jedoch Besichtigungen nach Rücksprache mit der Bergwacht möglich.